# Obrocine, Vilșanka
Obrocine (în ucraineană Оброчне) este un sat în comuna Mala Vilșanka din raionul Vilșanka, regiunea Kirovohrad, Ucraina.

## Demografie
Componența lingvistică a localității Obrocine
     Bulgară (100%)
Conform recensământului din 2001, toată populația localității Obrocine era vorbitoare de bulgară (100%).